# La Brea

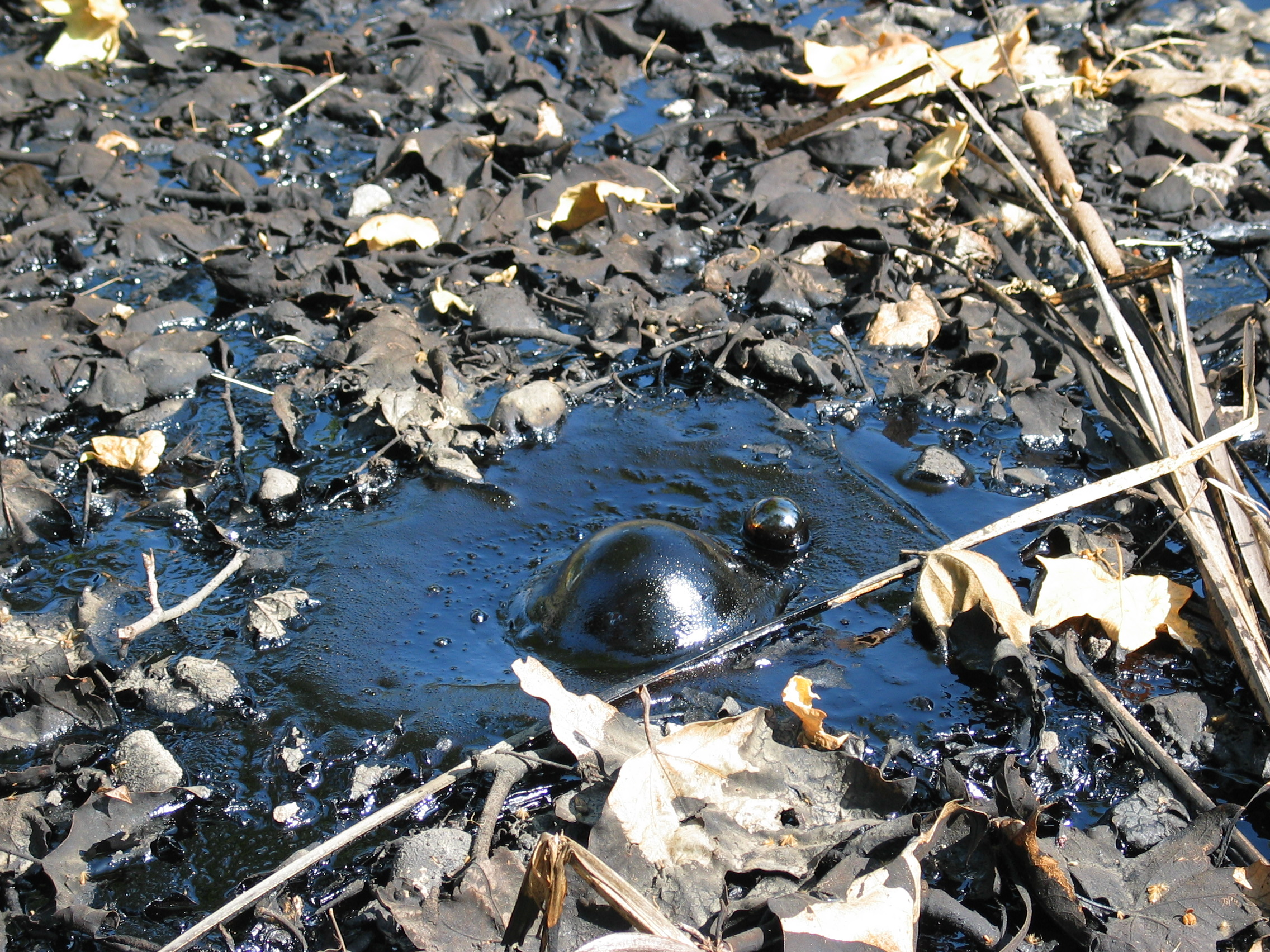
Bubblande asfalt i en av La Breas asfaltpölar.

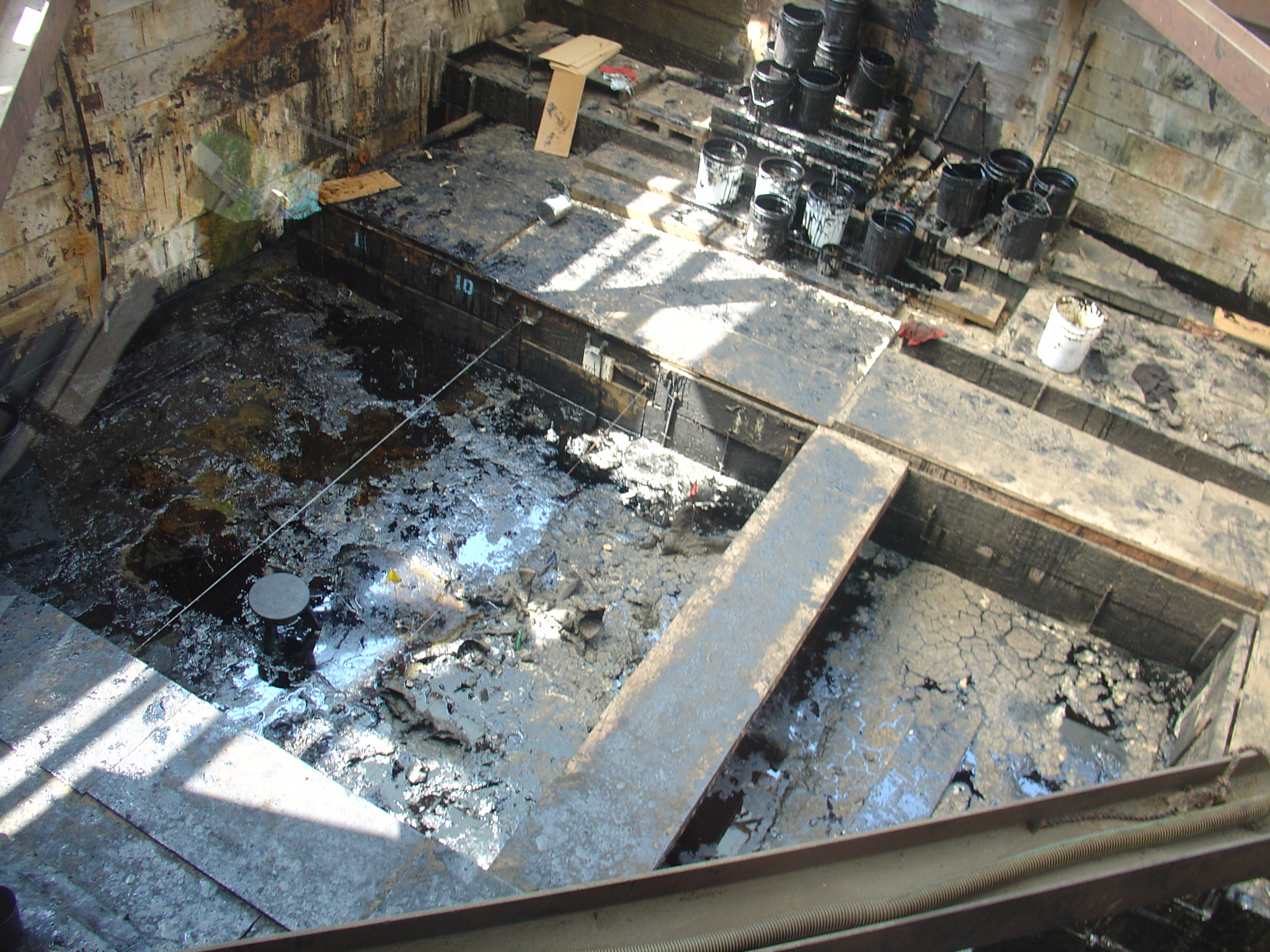
Utgrävningsplats

La Brea är en lagerstätte från pleistocen i Los Angeles (Miracle Mile-distriktet) välkänt för sina asfaltspölar där man hittat extremt välbevarade fossil.

## Historik
Asfalt från pölarna användes av Nordamerikas ursprungsbefolkning för att göra tält och kanoter vattentäta. För europeiska upptäcktsresande blev platsen känd 1769 genom den spanska missionären Juan Crespí. 
Området hade först mexikanska ägare och det övergick senare till den amerikanska affärsmannen George Allan Hancock som donerade pölarna till Los Angeles County.

## Fossil
I La Brea tar pits har lämningar av ett femtiotal däggdjursarter hittats och cirka 135 fågelarter, många av dem nu utdöda, även åtskilliga växtarter har hittats (tillsammans med djur ungefär 660 arter). Man har hittills hittat över hundra pölar, varav en fortfarande grävs ut varje sommar. George C. Page-museet, en del av Natural History Museum of Los Angeles County, visar fynden från La Brea.
I fyndmaterialet från La Brea finns en stor andel rovdjur, betydligt fler än andelen växtätare. Detta beror på att asfaltspölen har fungerat (fungerar) som en naturlig fälla där växtätarna fastnar i jakten på vatten och mat. Rovdjur och asätare dras sedan till de döende djuren i sin jakt på mat, men fastnar själva.
Bland rovdjuren är de talrikaste arterna jättevarg (dire wolf – Canis dirus, numera utdöd, cirka 1 600 fynd), sabeltandad katt (Smilodon, utdöd, cirka 1 200 fynd) och prärievarg (Canis latrans). Smilodon-fynden inkluderar vad som förefaller vara hela flockar som fastnat när de tillsammans åt av en fångad större växtätare, vilket är en del av orsaken till att man anser att Smilodon var flockdjur. Andra rovdjur som finns i La Brea är även en nu utdöd stor björn (Arctodus simus, short-faced bear), ett gepard-liknande kattdjur (Miracinonyx sp.) och det amerikanska lejonet (Panthera leo atrox) representerade i rovdjursmaterialet.
Växtätarna i La Brea är precis som rovdjuren dels desamma som nu finns i den nordamerikanska faunan, dels flera nu utdöda arter. En antilop (Antilocapra americana, pronghorn), en kronhjortliknande hjort (Odocoileus sp.), jättekamel (Camelops hesternus), hästar (Equus occidentalis), och jättebison (Bison antiquus) är alla vanliga i fynden. Dessutom finns lämningar av mastodont och columbiamammut, en utdöd lamaart (Hemiauchenia macrophala), flera gnagararter och tre arter jättesengångare (ground sloth, Nothrotheriops shastensis, Megalonyx jeffersoni, Glossotherium harlani).
Asfaltpölarna bevarade även smådjur och mindre växter inklusive lösa frön och pollen. Genom intensiva studier är det möjligt att visa hur floran och faunan såg ut nära dagens Los Angeles under senaste istiden.
Åldern på fynden varierar från 38 000 år till nutid – asfalten fångar fortfarande djur.

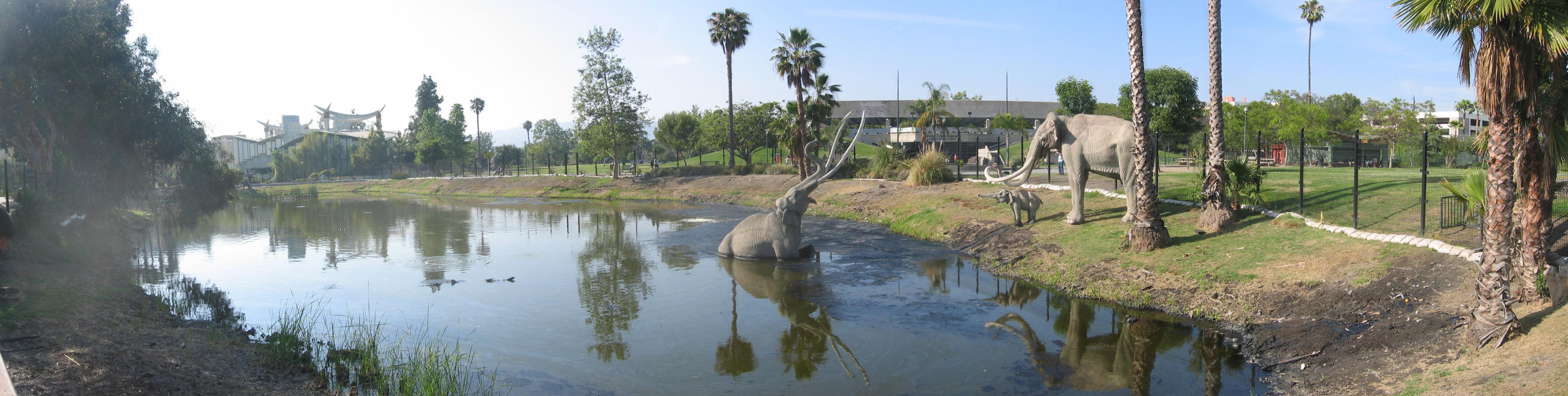
En av de större pölarna med skulpturer som föreställer förhistoriska djur.